# Gočovo
Gočovo é um município da Eslováquia, situado no distrito de Rožňava, na região de Košice. Tem 14,7 km² de área e sua população em 2018 foi estimada em 331 habitantes.

## Demografia
| Ano:        | 1994 | 2004   | 2014   | 2024    |
| ----------- | ---- | ------ | ------ | ------- |
| Broj ljudi: | 404  | 403    | 369    | 291     |
| Razlika:    |      | -0,24% | -8,43% | -21,13% |

| Ano:               | 2023 | 2024   |
| ------------------ | ---- | ------ |
| Número de pessoas: | 297  | 291    |
| Diferença:         |      | -2,02% |